# Sylvestre Chtchedrine
Pour les articles homonymes, voir Chtchedrine.
 Sylvestre Chtchedrine (en russe : Сильве́стр Феодо́сиевич Щедри́н), né le 2 février 1791 (13 février dans le calendrier grégorien) à Saint-Pétersbourg et mort le 8 novembre 1830 à Sorrente en Italie, est un peintre russe, paysagiste.

## Biographie
Sylvestre Chtchedrine est né à Saint-Pétersbourg, le 2 février 1791 (13 février dans le calendrier grégorien). Son père, Féodoci Chtchedrine, était un sculpteur réputé. Son oncle, Semion Chtchedrine, était, quant à lui, un paysagiste de talent du XVIIIe siècle.
Il est inscrit comme étudiant à l'âge de 9 ans en 1800, à l'Académie russe des beaux-arts. Il choisit la classe de paysage où son oncle Semion Chtchedrine est professeur. Mais cet oncle ne vécut plus que quelques années et Sylvestre poursuivit sa spécialisation paysage dans la classe de Mikhaïl Ivanov.
Dès ses débuts, Sylvestre Chtchedrine est remarqué pour ses talents et il obtient très vite des prix. Surtout pour ses dessins d'après nature, pour lequel il obtient une médaille d'argent en 1808, et une petite médaille d'or l'année suivante en 1809. 

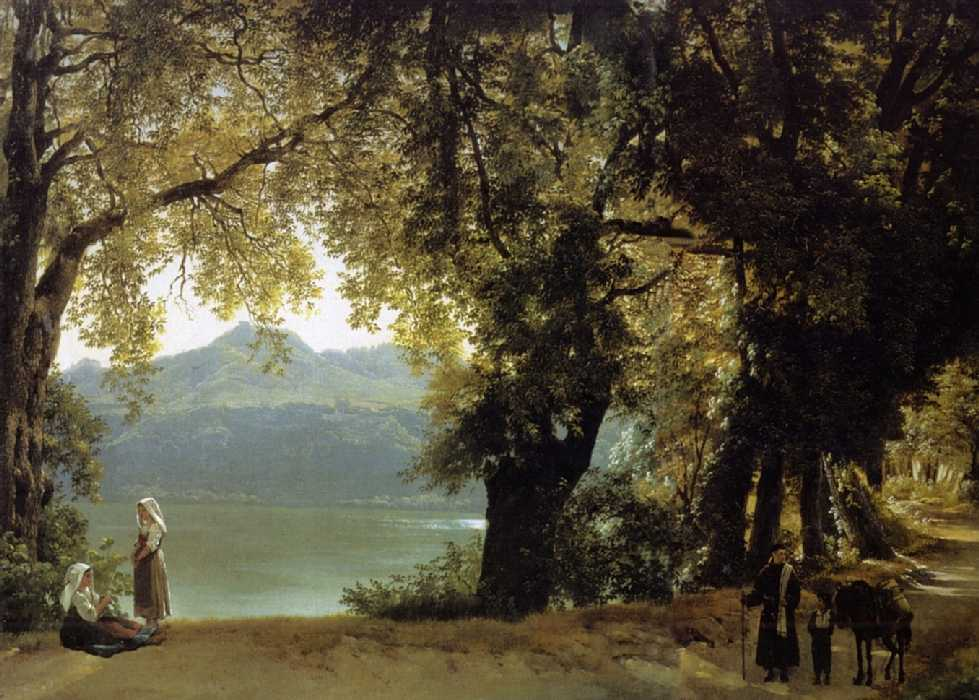
Chtchedrine : Le Lac d'Albano, avant 1825

Il termine l'Académie en 1811, et obtient son diplôme pour son tableau « Vue de l'île Petrovski » (le sujet imposé étant : « Ville maritime ou un village lointain avec au premier plan un troupeau de bovins». Il reçoit la médaille d'or pour ce tableau et en même temps une bourse d'études pour l'étranger. À la suite de la Campagne de Russie (1812) menée par Napoléon, son voyage à l'étranger est remis et il ne se rend en Italie qu'en 1818. Il s'agrège à l'École du Pausilippe.
Il vécut en Italie jusqu'à la fin de ses jours. Il mourut à 39 ans à Sorrente, le 8 novembre 1830.

## Œuvres
Les premières œuvres de l'artiste, (« Vue de l'île Petrovski » et « Vue depuis l'île de Petrovski vers le pont Toutchkov »), étaient peintes en atelier. Elles sont de style classique, avec les particularités de ce style aussi bien dans la couleur, que dans la composition.
Les premiers paysages de la période italienne (comme: « Le Colisée », « La cascade », « Vue à Tivoli », « La cascade de Tivoli »), sont réalisées d'après nature, mais ne présentent pas toutes les caractéristiques du tableau paysager. Ils présentent une certaine fragmentation de multiples détails qui ne sont pas vraiment reliés entre eux.

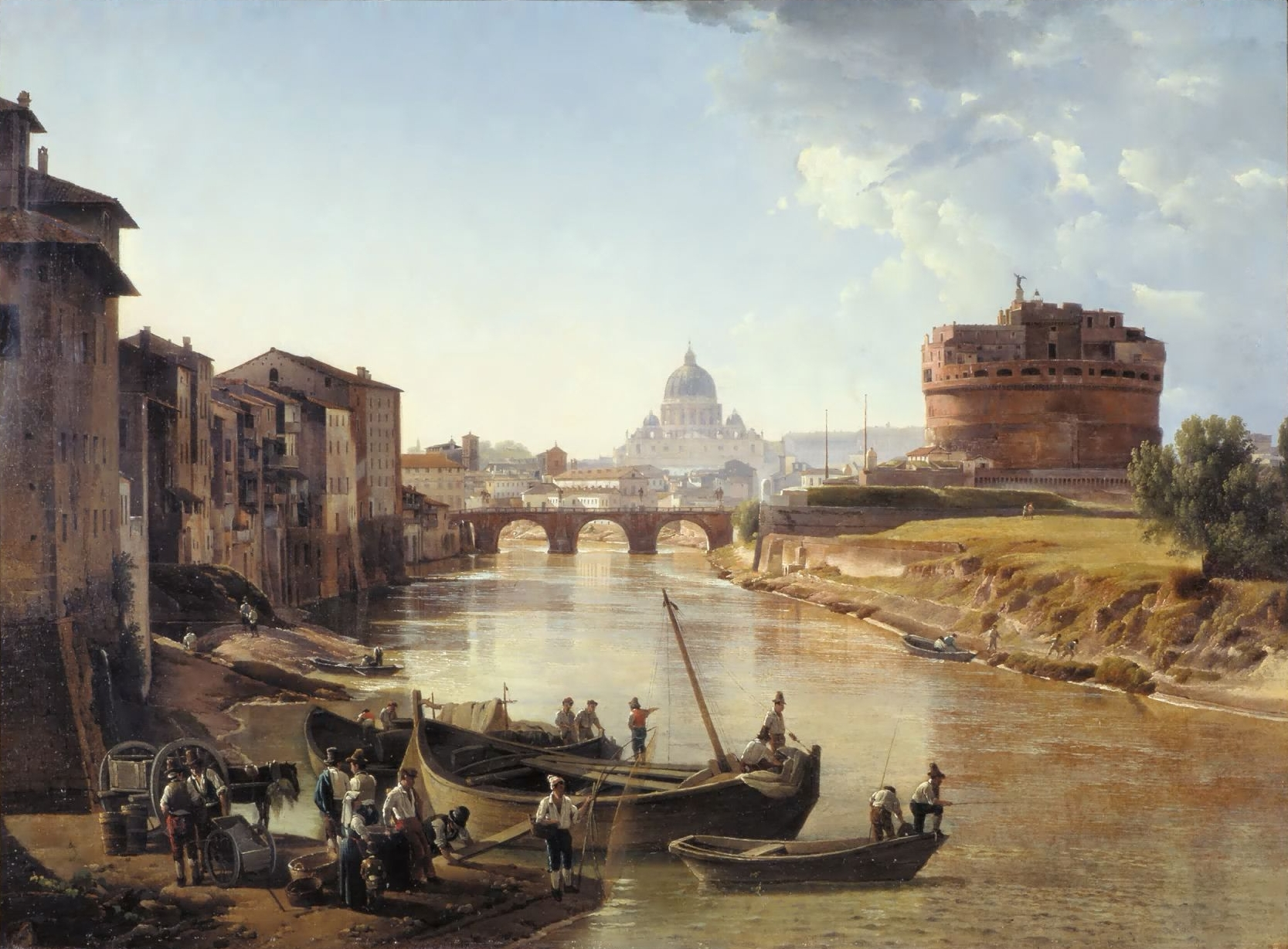
La nouvelle Rome. Le Château Saint-Ange, 1821—1825

La série de tableaux « La nouvelle Rome, Le Château Saint-Ange » (le même motif a été reproduit à huit reprises par Chtchedrine avec des variantes diverses) a été un tournant dans la carrière de l'artiste. Il a traité le sujet à sa manière : les bateaux de pêcheurs sur l'eau avec des personnages forme l'avant-plan. Le vieux Rome (Château Saint-Ange et la Basilique Saint-Pierre) sont déplacés à l'arrière et forment le fond du tableau.
Cette série de paysages fut une expérience très intéressante pour Chtchedrine, maître de la peinture sur le motif, « de plein-air ». Sa gamme de ton a évolué : à des tons bruns sombres dans ses premières œuvres ont succédé des tons plus froids, argentés, bleutés, verdâtres.

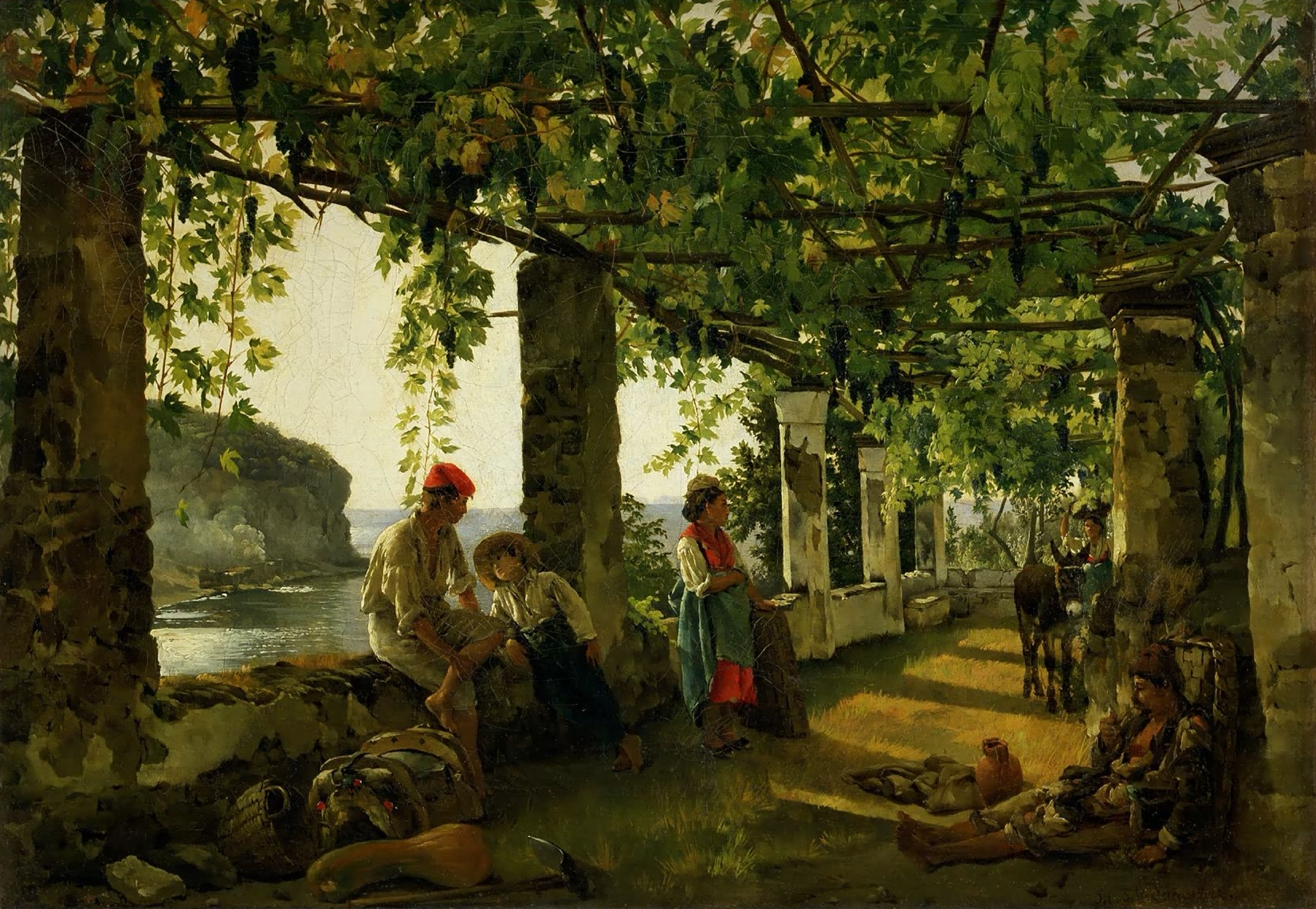
Véranda couverte d'une vigne (1828)
Galerie Tretiakov

Durant son séjour à Naples et à Sorrente il peignit de merveilleux paysages marins : « Vue de Naples. Borgo Santa Lucia», « Vue de Sorrente près de Naples », « Les pêcheurs sur la rive », « Le grand port de Sorrente », « Le petit port de Sorrente », (ces deux derniers en de multiples variantes), « Dans l'île de Capri ». À la même époque il crée aussi une série : « Les terrasses à Sorrente ». Ce sont des œuvres qui révèlent également le réel talent de Sylvestre Chtchedrine. Parmi celles-ci :Véranda couverte d'une vigne.
Chtchedrine introduit dans son œuvre une nouvelle conception de la représentation humaine. Ses personnages ne sont pas introduits dans la toile comme prétexte (pour animer le paysage, ou pour mettre en valeur la taille des bâtiments), mais sont présents pour eux-mêmes, occupés qu'ils sont à leur travail quotidien. Le peintre introduit des moments de la vie des pêcheurs ou de simples citoyens de manière authentique, dans des scènes de genre au milieu de ses paysages.
Dans ses paysages des années 1828—1830, et particulièrement dans son tableau « Nuit de pleine lune à Naples », se retrouvent un goût pour les effets d'éclairage et de couleur, une dramaturgie romantique, troublante, inconstante.
- Naples. Sur le quai (Riviera di Chiaia) (1819), huile sur toile, 63 × 84 cm, Galerie Tretiakov, Moscou[2]
- Terrasse à Sorrente (province de Naples) (1826), huile sur toile, 43 × 60 cm, Musée du Louvre[3]
- Véranda enlacée de vignes (1828), huile sur toile, 42 × 61 cm, Galerie Tretiakov[4]

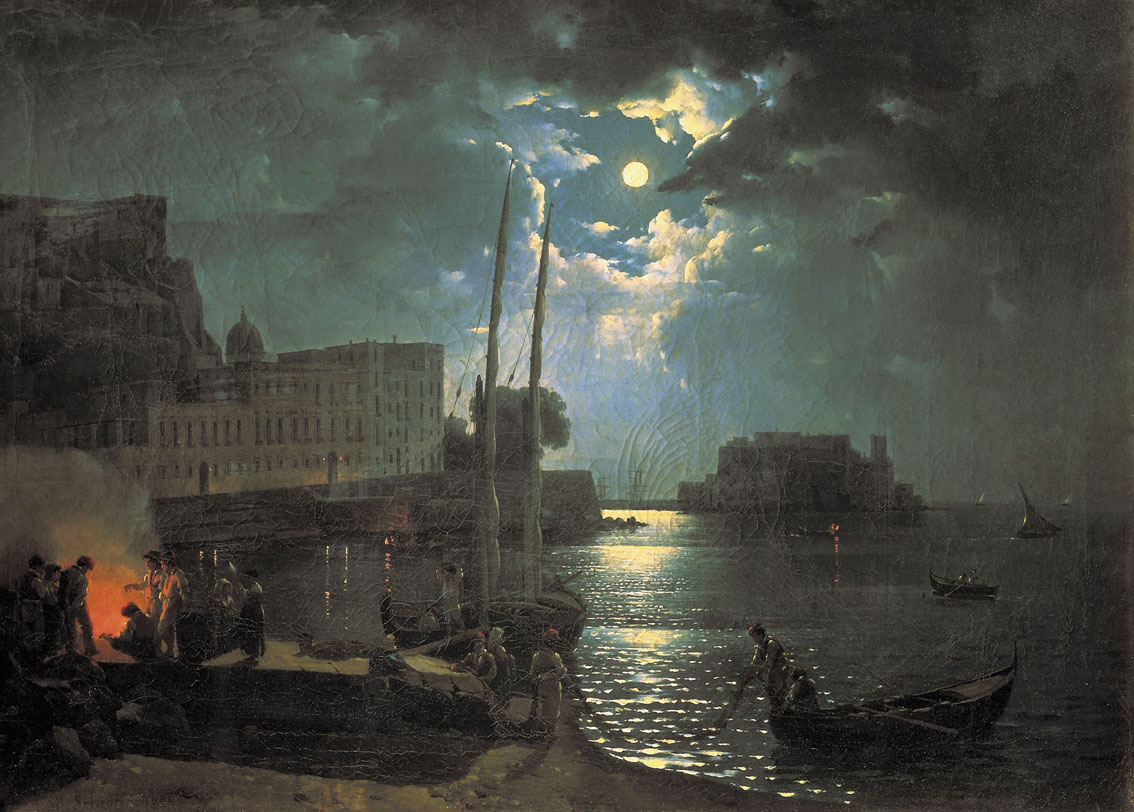
Nuit de pleine lune à Naples 1828
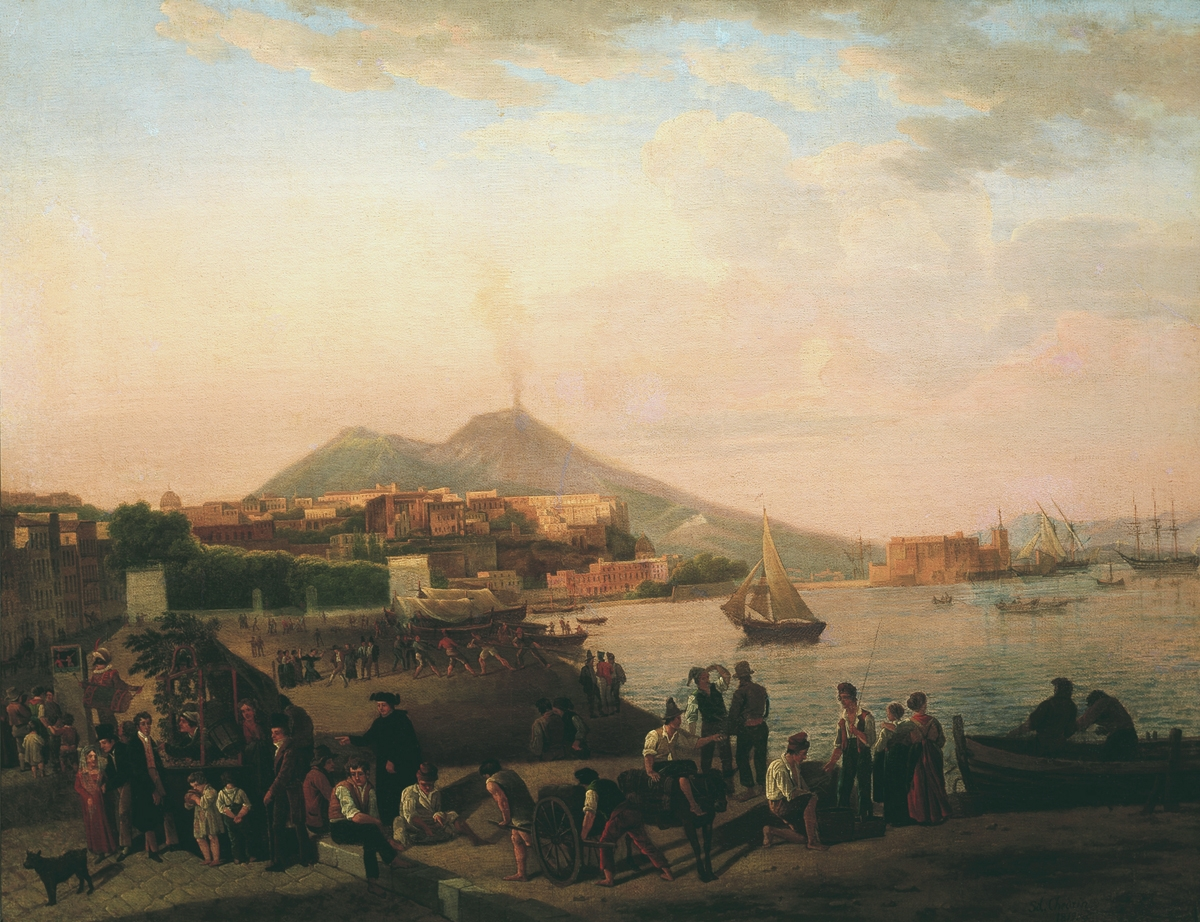
Naples, Sur le quai (1819) Galerie Tretiakov
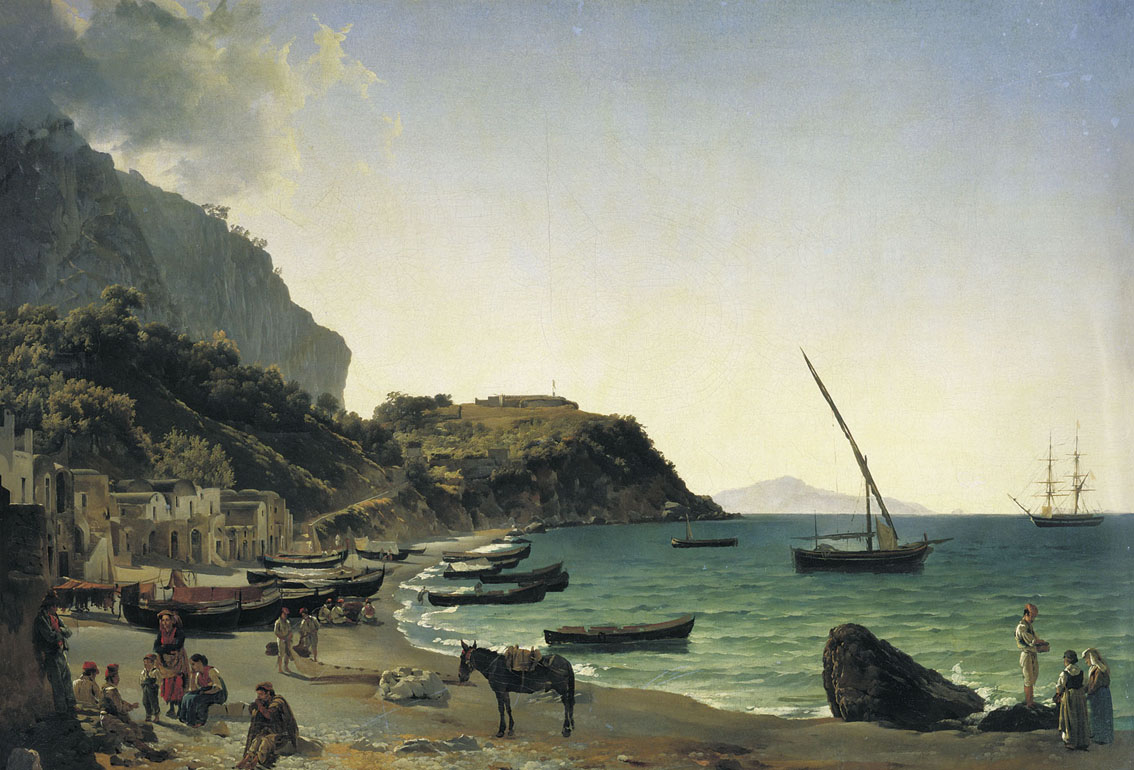
Port de Sorrente 1828

## Liens
- Творчество Сильвестра Щедрина на портале «Воскресный день»